# Rybnaja Słoboda
Rybnaja Słoboda – osiedle typu miejskiego w Rosji, w Tatarstanie. W 2010 roku liczyło 7684 mieszkańców.